# 죽마
죽마(竹馬)는 30cm 정도의 길이로 된 대나무 등으로 만들어져 사람이 딛고 설 수 있는 발판을 말한다.

## 역사

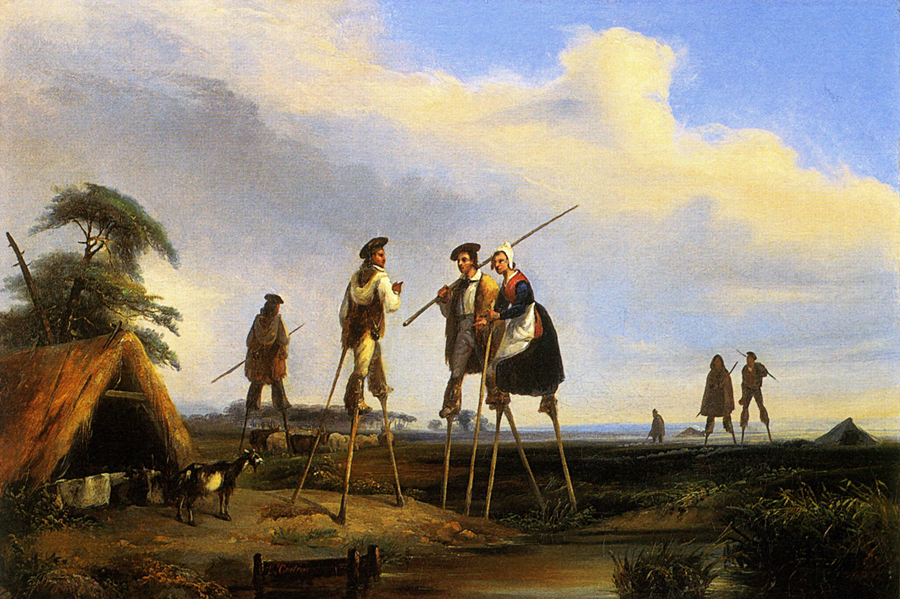
죽마타기를 하는 아이들

죽마는 고적에도 등장하는 오래된 놀이이다.「화한삼재도회」에는, 후한대(後漢代,25~221)에 도겸(陶謙)이 열네 살에 스스로 깃발을 만들고 대나무 말을 타며 놀았다고 쓰여 있다. 감공(甘公)은 그의 모습을 지켜 보다가 그것을 칭찬하며 자신의 딸을 아내로 주었다. 감공의 아내가 분개하여, “도가(陶家)의 그 소년은 너무 놀기만 합니다. 어떻게 그에게 우리 딸을 줄 수 있습니까?라고 했더니, 감공이 대답하기를,”그는 고귀한 면모를 갖고 있소. 그것은 확실히 굉장한 성공을 예감하게 하오.“라고 했다 한다. 그리하여 감공이 딸을 그에게 준 것이다. 이 책에는 ”일곱살 나이의 소년들이 대나무 말을 타며 즐거워했다“는 기록도 있다.

## 사용

### 놀이
죽마타기는 튼튼한 대나무의 지상 30cm쯤에 발판을 만들고 여기에 올라서서 걷는 놀이이다.